# ويليام أرفيسون
ويليام أرفيسون (بالإنجليزية: William Arveson)‏ - هو عالم رياضيات متخصص في مجال الجبر , عمل أستاذا في جامعة كاليفورنيا , حصل على شهادة الدكتوراة في عام 1964م.

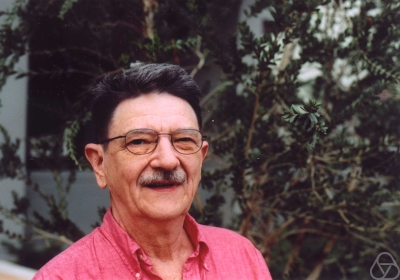
صورة لويليام أرفيسون عام 2007

ولد في 22 تشرين الثاني/نوفمبر 1934م. توفي في 15 تشرين الثاني 2011م.